# Frank Schauer
Frank Schauer (* 2. April 1989 in Magdeburg) ist ein deutscher Langstreckenläufer. Er wurde 2013 Deutscher Meister im Marathonlauf.

## Werdegang
Frank Schauer wurde in Magdeburg geboren und wuchs in Kalbe (Milde) auf. Bereits mit sieben Jahren begann er mit dem Lauftraining. Seine sportliche Karriere begann Frank Schauer beim VfL Kalbe/Milde. Als Jugendlicher besuchte Frank Schauer das Sportgymnasium Magdeburg und wechselte 2004 zum SC Magdeburg. Ab dem Jahr 2008 studierte er an der Otto-von-Guericke-Universität Magdeburg Maschinenbau.
Im Jahr 2012 gewann Frank Schauer den Magdeburg-Marathon in 2:31:10 h. 2013 siegte er im Frühjahr bei den Deutschen Hochschulmeisterschaften über 10.000 Meter in der Zeit von 30:27,49 min.
Am 13. Oktober 2013 wurden im Rahmen des München-Marathons die Deutschen Meisterschaften im Marathonlauf ausgetragen. Frank Schauer gewann in der Zeit von 2:18:56 h.
Dies war sein erster Deutscher Meistertitel.
Im Jahr 2014 wechselte Schauer zum Tangermünder Elbdeichmarathon e.V., welcher unter anderem auch die gleichnamige Marathonveranstaltung organisiert. Im folgenden Jahr belegte er beim Hamburg-Marathon den 24. Platz der Gesamtwertung und wurde damit zweitbester Deutscher mit einer Zeit von 2:19:46 h.
Die Deutschen Meisterschaften im Marathonlauf 2017 fanden im Rahmen des Frankfurt-Marathons statt. Frank Schauer gewann mit einer persönlichen Bestzeit von 2:16:30 h die Bronzemedaille.

## Sportliche Erfolge
| Datum/Jahr    | Rang | Wettbewerb                                   | Austragungsort    | Distanz      | Zeit        | Bemerkung                                               |
| ------------- | ---- | -------------------------------------------- | ----------------- | ------------ | ----------- | ------------------------------------------------------- |
| 3. Apr. 2022  | 2    | Deutsche Leichtathletik-Meisterschaften 2022 | Hannover          | Marathon     | 2:14:43     | Im Rahmen des Hannover-Marathons                        |
| 29. Okt. 2017 | 3    | Deutsche Leichtathletik-Meisterschaften 2017 | Frankfurt am Main | Marathon     | 02:16:30    | Im Rahmen des Frankfurt-Marathons                       |
| 13. Okt. 2013 | 1    | Deutsche Leichtathletik-Meisterschaften 2013 | München           | Marathon     | 02:18:56    | Deutsche Meisterschaften im Rahmen des München-Marathon |
| 25. Mai 2013  | 1    | Deutsche Hochschulmeisterschaften            | Darmstadt         | 10.000 Meter | 00:30:27,49 |                                                         |
| 21. Okt. 2012 | 1    | Magdeburg-Marathon                           | Magdeburg         | Marathon     | 02:31:10    | Sieger mit neuem Streckenrekord                         |

## Persönliche Bestzeiten
- 5000 m: 14:14,18 min, 27. Mai 2015, Koblenz
- 10.000 m: 29:49,50 min, 13. Juni 2015, Leiden (NLD)
- 10-Kilometer-Straßenlauf: 30:02 min, 1. März 2015, Eilenburg
- Halbmarathon: 1:04:50 h, 31. März 2018, Paderborn
- Marathon: 2:13:41 h, 25. September 2022, Berlin